# شریان کاروتید داخلی
شریان کاروتید داخلی (به انگلیسی: Internal carotid artery) از مهمترین سرخرگ‌های سر و گردن است که از سرخرگ کاروتید مشترک منشعب می‌گردد. 
دو شریان کاروتید داخلی وجود دارد که از سرخرگ کاروتید (سبات) مشترک همان طرف جدا می‌گردند. شاخه‌های شریان کاروتید داخلی در خونرسانی به نواحی پیشین مغز نقش دارند. تغذیه خونی بخش پشتی (خلفی) مغز از طریق سرخرگ مهره‌ای (ورتبرال) و سرخرگ قاعده‌ای (بازیلار) صورت می‌گیرد.
دو شاخه انتهایی شریان کاروتید داخلی، سرخرگ مغزی میانی و سرخرگ مغزی پیشین نامیده می‌شوند. شریان‌های کاروتید داخلی و مغزی پیشین در حلقه ویلیس شرکت می‌کنند.

## انشعاب‌های شریان کاروتید داخلی
شاخه‌های شریان کاروتید داخلی عبارتند از:
- سرخرگ کاروتید-صماخی[۳]
- سرخرگ بالی (پتریگوئید)[۴]
- شاخه‌های هیپوفیزی[۵]
- شاخه مننژی[۶]
- سرخرگ چشمی[۷]
- سرخرگ مغزی پیشین (Anterior cerebral artery)
- سرخرگ مغزی میانی (Middle cerebral artery)
- سرخرگ ارتباطی پشتی[۸]
- سرخرگ مشیمیه‌ای پیشین (شریان کوروئیدال قدامی)[۹]

## انسداد شریان کاروتید داخلی
آترواسکلروز در ۲ سانتی‌متر اول شریان کاروتید داخلی معمولاً شدید بوده و در غالب موارد به طرف پایین یعنی شریان کاروتید مشترک کشیده می‌شود. اگر جریان خون به واسطه حلقه ویلیس کافی باشد، انسداد شریان کاروتید داخلی در ابتدای سرخرگ بدون علامت است. شدت سکته‌های این شریان به واسطه گردش خون جانبی که به منظور جبران انسداد به صورت تدریجی و به‌طور پیشرونده ایجاد می‌شود، به میزان زیادی متغیر است.
با توجه به اینکه شریان کاروتید داخلی علاوه بر تغذیه مغز در همان سمت، عصب بینایی و شبکیه را از طریق سرخرگ چشمی (افتالمیک) خونرسانی می‌کند، در موارد انسداد سمپتوماتیک کاروتید درونی، کوری گذرای یک چشم در ۲۵ درصد موارد ایجاد می‌گردد که شروع انسداد را هشدار می‌دهد که در توصیف آن ممکن است بیمار از وجود سایه، یا عدم دید در قسمت بالا یا پایین یا تاری دیدش را در یک چشم گزارش کند.
انسداد سمپتوماتیک شریان کاروتید داخلی به سندرمی مشابه سکته سرخرگ مغزی میانی می‌گردد که علایم آن عبارتند از:
- فلج نیمه بدن (همی‌پلژی) در سمت مقابل
- اختلال یا نقص حسی نیمه بدن (همی‌سنسوری) در طرف مقابل
- نیمه‌نبینی همنام (همی آنوپی همونیموس) سمت مقابل
- اختلال تکلم (آفازی) در صورت درگیر شدن نیمکره غالب

## نگارخانه

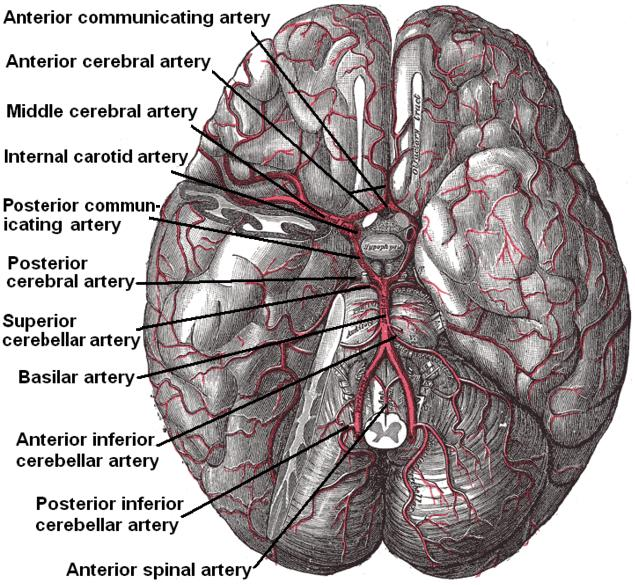
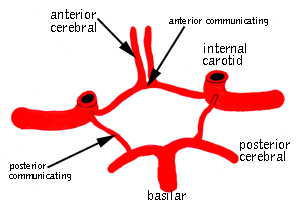
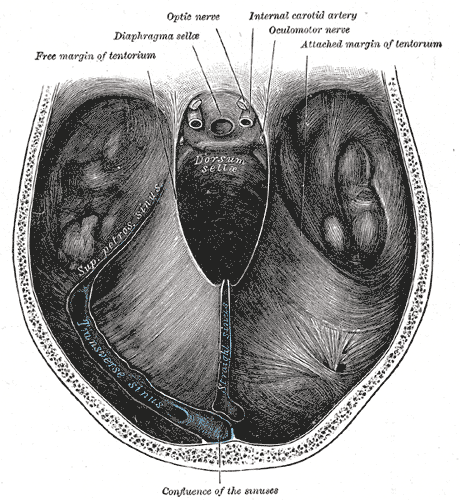
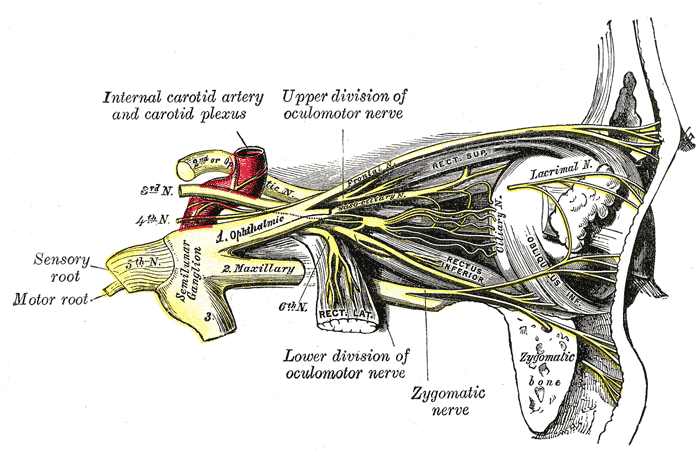
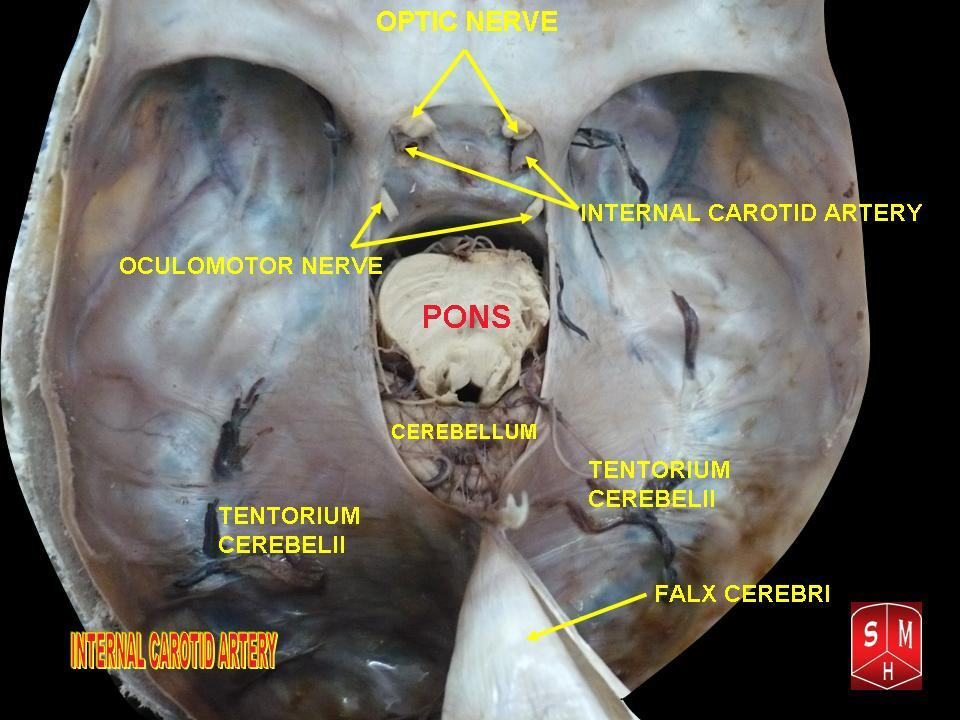
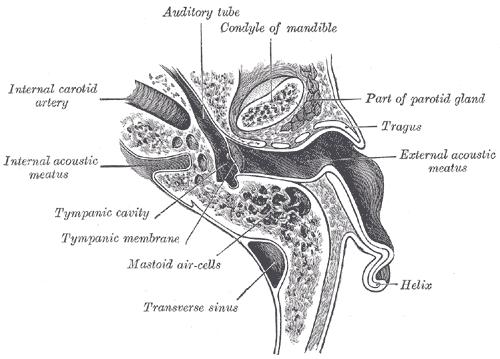
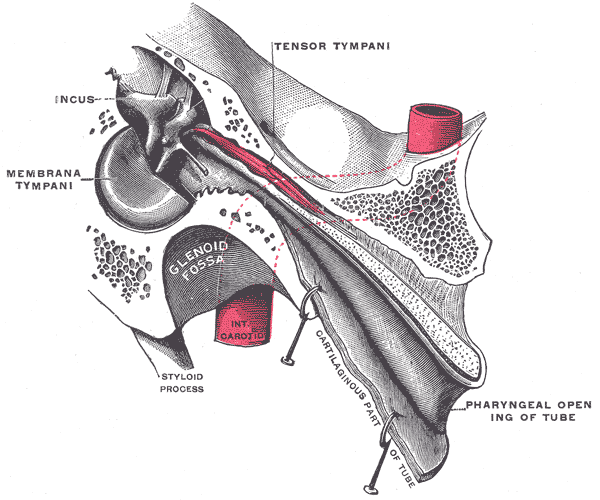
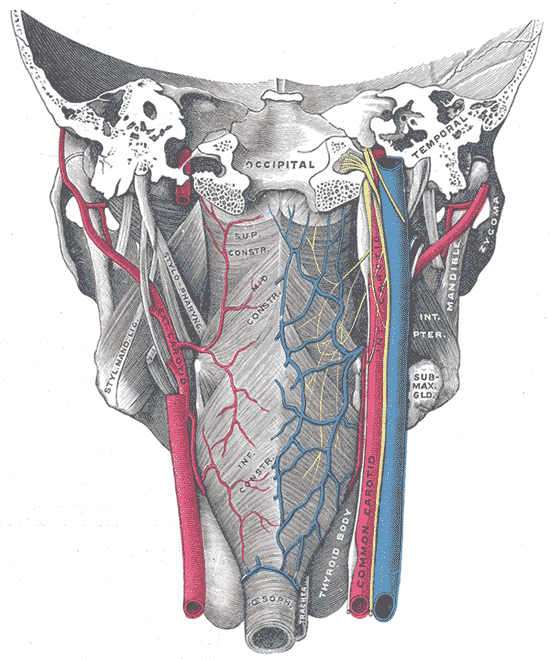
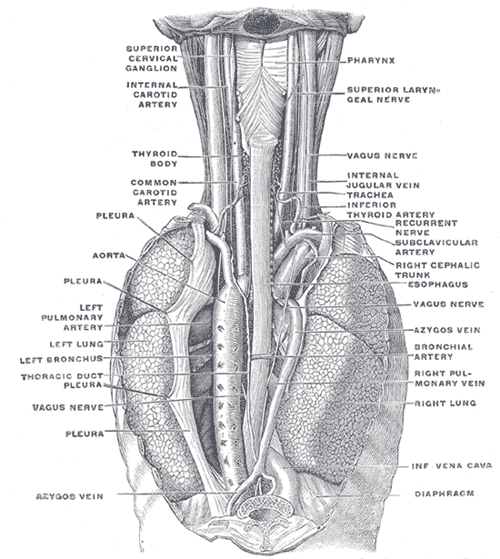
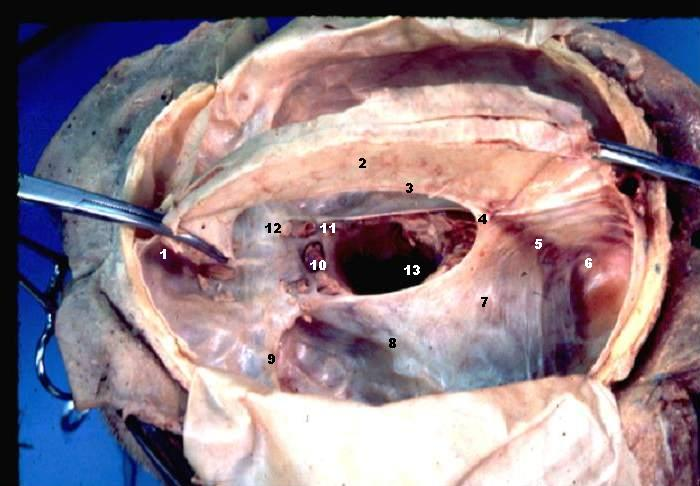
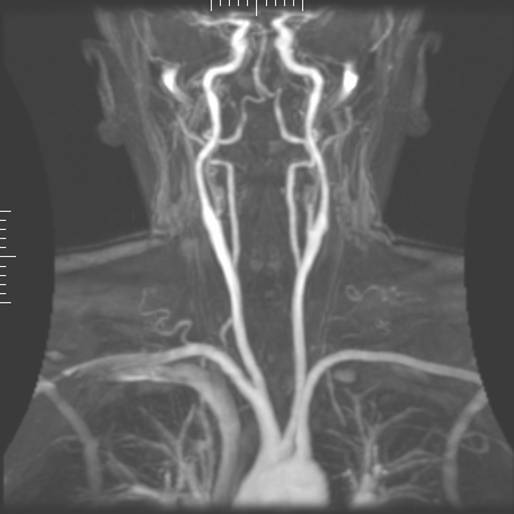
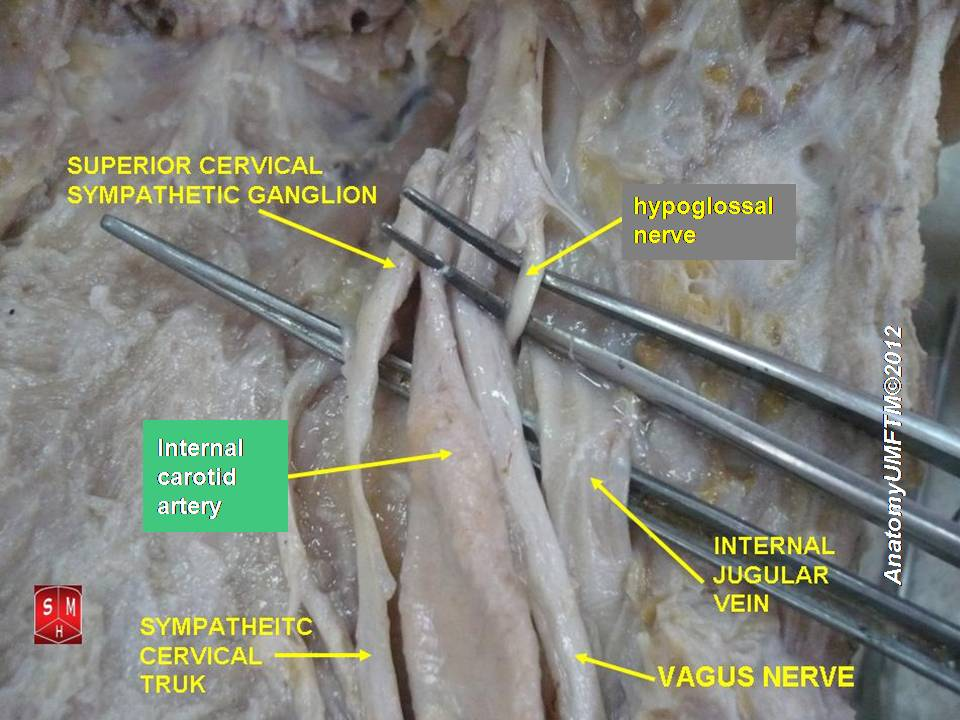
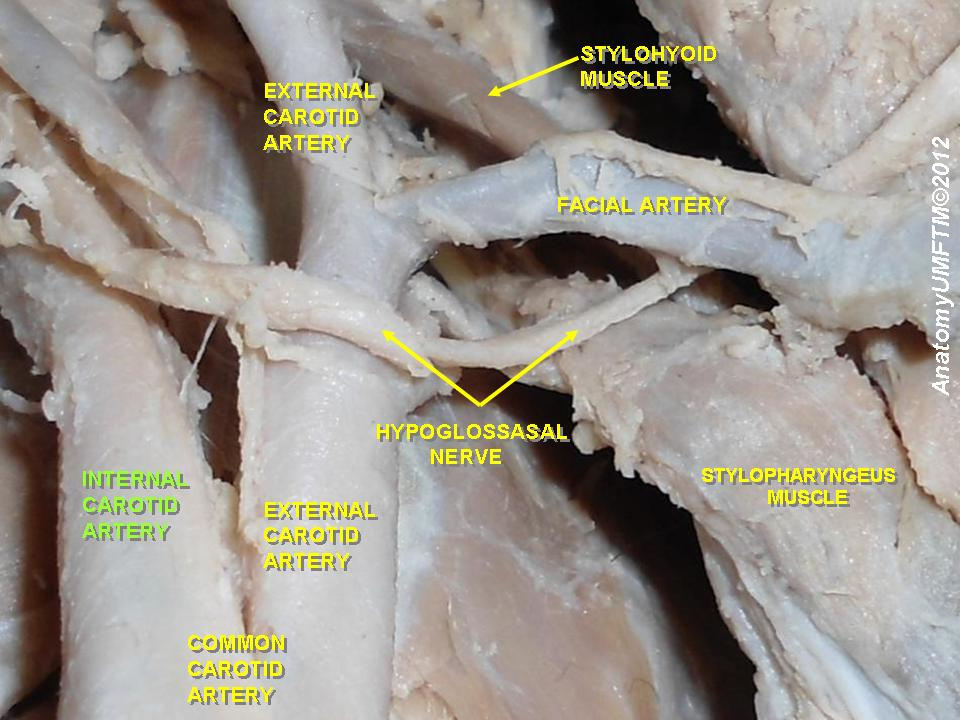
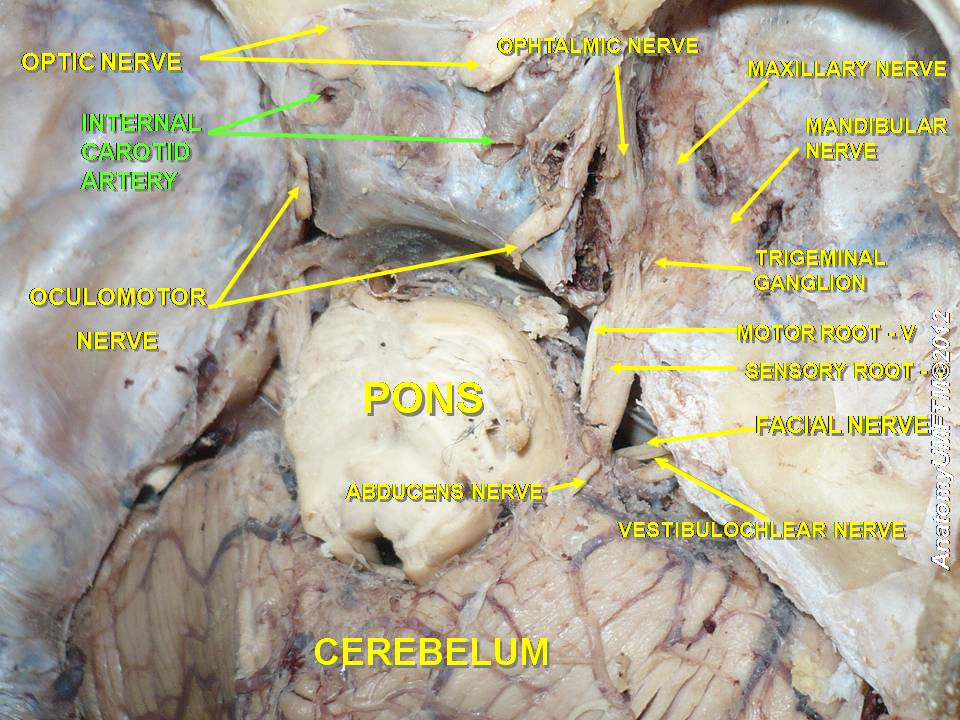